# Sproeispuit

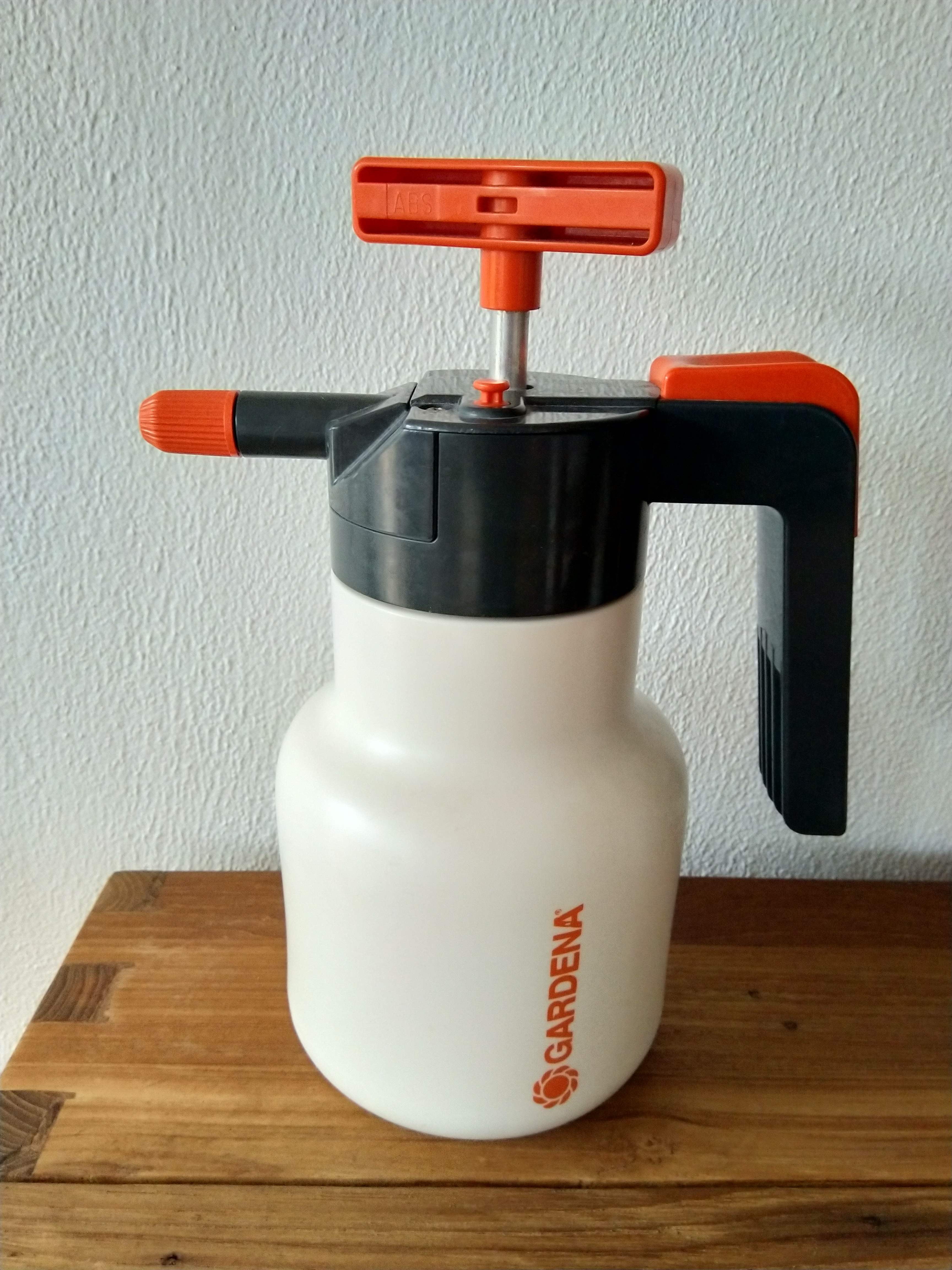
Vintage handformaat sproeispuit

Een sproeispuit (ook wel sproeier genoemd) is een tuingereedschap om water of bestrijdingsmiddelen te spuiten op en om planten.
De spuit bestaat uit een tank met een drukpomp, waarbij druk opgebouwd wordt, en er vervolgens door middel van een slang met sproeikop gesproeid kan worden. Bij een te lage druk moet telkens weer de druk opgebouwd worden. Ook is er een overdrukventiel waarmee een teveel aan druk kan worden afgevoerd.
In kassen wordt ook vaak een sproeispuit gebruikt.